# Marie-Élisabeth de Brunswick-Wolfenbüttel
Marie-Élisabeth de Brunswick-Wolfenbüttel (7 janvier 1638 - 15 février 1687), est une aristocrate membre de la famille des Welf et par ses deux mariages duchesse de Saxe-Eisenach et de Saxe-Cobourg.

## Biographie
Née à Brunswick, elle est le deuxième des trois enfants d'Auguste II de Brunswick-Wolfenbüttel et de sa troisième épouse, Élisabeth-Sophie de Mecklembourg-Güstrow,. Marie-Élisabeth et son frère aîné Ferdinand-Albert Ier de Brunswick-Wolfenbüttel-Bevern sont les seuls survivants des enfants du mariage de leurs parents. En outre, ils ont sept demi-frères et sœurs : Rodolphe-Auguste de Brunswick-Wolfenbüttel, Sibylle Ursule (duchesse de Holstein-Glücksbourg), Clara Augusta (duchesse de Wurtemberg-Neustadt) et Antoine-Ulrich de Brunswick-Wolfenbüttel, tous nés du mariage d'Auguste avec Dorothée d'Anhalt-Zerbst.

## Famille
À Wolfenbüttel , le 18 janvier 1663, Marie-Élisabeth épouse Adolphe-Guillaume de Saxe-Eisenach. Ils ont cinq fils:
1. Charles-Auguste, prince héréditaire de Saxe-Eisenach (Eisenach, 31 janvier 1664 - Eisenach, 14 février 1665).
2. Frédéric-Guillaume, prince héréditaire de Saxe-Eisenach (Eisenach, 2 février 1665 - Eisenach, 3 mai 1665).
3. Adolphe-Guillaume, prince héréditaire de Saxe-Eisenach (Eisenach, 26 juin 1666 - Eisenach, 11 décembre 1666).
4. Ernest-Auguste, prince héréditaire de Saxe-Eisenach (Eisenach, 28 août 1667 - Eisenach, 8 février 1668).
5. Guillaume-Auguste de Saxe-Eisenach (Eisenach, 30 novembre 1668 - Eisenach, 23 février 1671).

Adolphe-Guillaume est décédé le 21 novembre 1668, laissant sa femme enceinte de son cinquième et dernier enfant. Neuf jours plus tard, Guillaume-Auguste naît et devient le duc de Saxe-Eisenach, sous la tutelle de son oncle Jean-Georges Ier de Saxe-Eisenach ; cependant, étant un enfant maladif, comme ses quatre frères plus âgés, il meurt à l'âge de 2 ans, et le duché passe à Jean-George.
A Gotha le 18 juillet 1676, Marie-Élisabeth épouse en secondes noces Albert de Saxe-Cobourg. Après leur mariage, le couple s'installe à Berlin. Ils ont un fils:
1. Ernest-Auguste (Saalfeld, 1er septembre 1677 – Saalfeld, 17 août 1678).

Marie-Élisabeth meurt à Cobourg, âgée de 49 ans, après avoir survécu à tous ses fils. Son veuf se remarie morganatiquement un an plus tard et meurt sans enfants en 1699.